# Colobonema
Genre
Colobonema est un genre de Trachyméduses (hydrozoaires) de la famille des Rhopalonematidae.

## Liste d'espèces
Selon World Register of Marine Species (10 avril 2016), Colobonema comprend les espèces suivantes :
- Colobonema apicatum Russell, 1961
- Colobonema sericeum Vanhöffen, 1902
- Colobonema typicum Maas, 1897